# Jean-Louis Beaumont
Pour les articles homonymes, voir Beaumont.
Jean-Louis Beaumont né le 1er novembre 1925 à Paris (Seine) et mort le 1er septembre 2013 à Saint-Maur-des-Fossés (Val-de-Marne),, est un homme politique français, de sensibilité divers droite. Il était président du parti politique des Villages dans la Ville.

## Carrière universitaire
Il exerce à l'hôpital Boucicaut de 1950 à 1965, puis devient chef de service à l'hôpital Fernand-Widal de 1966 à 1969. Il devient doyen de la faculté de médecine de Créteil à sa création en 1969, avant de devenir président de l'assemblée constitutive des universités Paris XII et Paris XIII en 1971.

## Vie politique
Ancien professeur de médecine et président de l'université Paris XII Val-de-Marne, Jean-Louis Beaumont a été maire de Saint-Maur-des-Fossés de 1977 à 2008.
Élu maire de Saint-Maur en 1977, il s'est battu avec succès contre les constructions de logements sociaux. Son parti, « des Villages dans la Ville », remporte les élections municipales sans interruption de 1977 à 2001 et de nombreux scrutins locaux.
Le 23 décembre 1980, selon L'Humanité, Beaumont, soutenu par le préfet du Val-de-Marne, chasse 300 travailleurs maliens de Saint-Maur et les installe clandestinement dans une propriété de l'office municipal de Vitry.
En 1997, Jean-Louis Beaumont et Henri Plagnol sont tous deux candidats à la députation. Plagnol prend son fauteuil à l'ancien maire. La brouille est consommée entre les deux hommes.
Henri Plagnol est battu aux municipales de 2001 par Jean-Louis Beaumont.
En 2005, il se prononce contre le traité constitutionnel européen.
En janvier 2007, après plus de 30 ans passé à la tête du conseil municipal, il annonce publiquement qu'il ne se représentera pas au poste de maire. Son dauphin désigné, Jean-Bernard Thonus, échoue cependant à l'élection, Henri Plagnol remportant la mairie.
S'il s'est toujours voulu indépendant, Jean-Louis Beaumont a toutefois été proche du Front national et a siégé comme député « apparenté UDF » à l'Assemblée nationale, entre 1993 et 1997.
Le professeur Beaumont est enterré au cimetière Condé de Saint-Maur-des-Fossés.

## Mandats
- 1977 - 2008 : Maire de Saint-Maur-des-Fossés (Val-de-Marne)
- 19 mars 1978 - 22 mai 1981 : Député du Val-de-Marne (1re circonscription) - Non inscrit
- 28 mars 1993 - 21 avril 1997 : Député du Val-de-Marne (1re circonscription) - UDF

## Hommages
Une "promenade Jean-Louis Beaumont" sur les bords de Marne honore sa mémoire à Saint-Maur-des-Fossés depuis 2016